# Das schwarze Barett
Das schwarze Barett ist eine Zeitschrift und laut ihrem Untertitel „ein Nachrichtenblatt für Soldaten und Reservisten der Panzer- und Panzerjägertruppe und Organ Freundeskreis Offiziere der Panzertruppe e. V.“
Das auf die Kopfbedeckung des Baretts bezugnehmende und vor allem im Heidekreis und speziell in Munster verbreitete Blatt erscheint seit 1984 unregelmäßig, teils jährlich, anfangs unter dem Titel Jahresschrift für die Panzertruppe, teils mit dem Nebentitel Schwarzes Barett und mit leicht wechselnden Untertiteln mit Bezug auch zur Panzeraufklärungstruppe der Bundeswehr ist in der Zeitschriftendatenbank unter der Sachgruppe Politik verzeichnet.
Das Nachrichtenblatt wurde anfangs in der Hausdruckerei des Bundesministeriums der Verteidigung gedruckt und vom Streitkräfteamt herausgegeben. Wegen fehlender Haushaltsmittel erscheint das Schwarze Barett aktuell in Eigenverantwortung des Vereins Freundeskreis Offiziere der Panzertruppe.
Ziel des Blattes, dargestellt insbesondere in der Erstausgabe, ist vor allem die Förderung des Zusammenhalts der Soldaten in den Truppengattungen.